# Zelotes butembo
Zelotes butembo FitzPatrick, 2007 è un ragno appartenente alla famiglia Gnaphosidae.

## Etimologia
Il nome della specie deriva dalla località congolese di rinvenimento degli esemplari: Butembo.

## Caratteristiche
Questa specie non è stata attribuita a nessun gruppo: si distingue dalle altre per la forma particolare della piastra dell'epigino, che finora non è stata riscontrata altrove.
L'olotipo femminile rinvenuto ha lunghezza totale è di 7,08mm; la lunghezza del cefalotorace è di 2,92mm; e la larghezza è di 2,08mm.

## Distribuzione
La specie è stata reperita nel Congo orientale: l'olotipo femminile è stato rinvenuto a pochi chilometri da Butembo, appartenente alla provincia del Kivu Sud.

## Tassonomia
Al 2016 non sono note sottospecie e dal 2007 non sono stati esaminati nuovi esemplari.